# Ot de Montcada i de Luna
Ot de Montcada i de Luna. (Seròs, 1390 – Tortosa, 20 de febrer de 1473). Bisbe de Tortosa i pseudocardenal del títol de Santa Pudenziana.

## Biografia
Fou fill d'Ot III de Montcada i Maça de Liçana, baró d'Aitona, i d'Elfa de Luna i de Xèrica.
Batxiller en Decrets. Ordenat prevere en 1408, és nomenat canonge de la catedral de Tortosa, i més tard, ardiaca major de la mateixa catedral. També fou paborde del mes de gener de la catedral de València.
Benet XIII el nomena bisbe de Tortosa el 18 de desembre de 1415 i es manté fidel a la seua causa fins a la mort del Papa. Martí V li atorga la seva confiança, assisteix al concili provincial de Tarragona de 1424 i al de Tortosa de 1429 presidit pel legat papal el cardenal Pere de Foix, i durant el Concili de Basilea, al qual assisteix durant tres anys i mig, intervé activament.
Fou nomenat cardenal per l'antipapa Fèlix V el 12 d'octubre de 1440, amb el títol de Santa Pudenziana, títol al qual renuncia davant el Papa Eugeni IV en 1445.
Pel que fa a l'activitat pastoral a la diòcesi de Tortosa, tot i les nombroses absències degudes a la situació de l'Església provocada pel Cisma, realitza tres visites pastorals en 1423-1426, 1428-1429 i 1440-1446, i celebra dos sínodes, el primer a Ulldecona en 1432, on publica 14 constitucions, i el segon a Tortosa en 1433, on revisa les anteriors constitucions. Funda dues capellanies a la Seu, una d'elles en la capella de Sant Pere, on fou soterrat.